# ドリームチーム (テレビドラマ)
『ドリームチーム』は、NHK総合およびNHK BS4Kの「ドラマ10」枠で2021年1月22日から3月12日まで、毎週金曜日の22時00分 - 22時45分に放送された日本のテレビドラマ。主演は山口紗弥加。

## あらすじ
高校時代のバスケ部の恩師・安東勝仁のお別れ会に集まった元部員たち。その中でも不幸のオーラを身にまとう元キャプテンの3人（榎木香菜、鶴賀優子、三代澤茜）。それぞれが予想外の出来事に遭遇したばかりで「自分のピークは高校時代だった」と自嘲する。
お別れ会で恩師の妻・佳恵の「バスケ寮に住まない?」という一声で事態が一変。共同で住むことになった3人に、恩師の息子・悠一と香菜の娘・環が加わり、6人の生活が始まる。

## 登場人物

### 主要人物
榎木香菜（えのき かな）
演 - 山口紗弥加
主婦。コメンテーターとしても活躍する大学教授の夫・圭吾と娘・環に囲まれ順風満帆な生活を送っていると世間から思われているが、実際は圭吾からモラハラとDVを受けている。ある日、圭吾の大学でのセクハラとアカハラの件が週刊誌に報じられたことに耐えきれず家を飛び出してしまう。
鶴賀優子（つるが ゆうこ）
演 - 財前直見
大手広告代理店勤務。仕事ができ、プライベートでは年下の彼氏と交際し、公私ともに順調であったが、セクハラとパワハラで訴えられたことで左遷され、さらに彼氏が浮気していたことが発覚。恋愛には疎い。
三代澤茜（みしろさわ あかね）
演 - 桜庭ななみ
実生活は地味な自分に反して、SNSの中でキラキラした女子を取り繕い称賛を得ることが何よりの楽しみ。しかし、とあることがきっかけで大炎上してしまう。口癖は「ムリ」「ヤダ」「ない」。

### 主要人物の関係者
榎木圭吾（えのき けいご）
演 - 前川泰之
香菜の夫。大学教授。コメンテーターとしても活躍するものの、家庭では香菜に対しモラハラとDVを働いている。ある日、自身の大学でのセクハラとアカハラの件が週刊誌に報じられてしまう。かなりの味音痴で、どんな料理にも粉チーズを大量に振りかけ、せっかくの味付けを台無しにして食べる。
安東勝仁（あんどう しょうじ）
演 - 伊武雅刀
香菜・優子・茜の高校時代のバスケットボール部の恩師。故人。
安東佳恵（あんどう よしえ）
演 - 余貴美子
勝仁の妻。香菜・優子・茜に寮生活を提案する。
安東悠一（あんどう ゆういち）
演 - 味方良介
勝仁の息子。
榎木環（えのき たまき）
演 - 根本真陽
香菜の娘。
庄野壮介（しょうの そうすけ）
演 - 村上新悟
IT会社社長。度々香菜の前に現れ、後に重要な関わりを持つ。

### ゲスト

#### 第1話
川口隼人（かわぐち はやと）
演 - 松田悟志
内装関係の会社を経営している。香菜とは高校時代に行き違いで、お互いに振られたと思っていた。妻は香菜の同級生。
阿部次郎（あべ じろう）
演 - みのすけ
圭吾の雇った弁護士。
川口美奈子（かわぐち みなこ）
演 ‐ 西村亜矢子
隼人の妻。

#### 第2話
長江千尋
演 - ベッキー
安東先生の過去を知る謎の女。

#### 第3話
中野恵子
演 - 村井美樹
香菜のママ友。思わぬ特技が香菜の再出発を応援することに。

#### 第4話
大橋麻里
演 - 大後寿々花
茜の元同僚。茜がSNSで炎上したきっかけを作った張本人。

#### 第5話
田上昭彦
演 - 国広富之
佳恵が盲腸で運び込まれた病院で発覚した佳恵の彼氏。
川田善明
演 - 木村達成
優子や茜が即採用を決めたキッチンカーのイケメンアルバイト。

#### 第6話
旅館の女将　尾上
演 - ふせえり
悠一が香菜を誘った旅先で泊まった、古びた旅館のクセが強い女将。
タイ人の従業員　ウアン
演 - ナリン

#### 第7話
武藤杏奈
演 - 釈由美子
ベンチャーIT企業・KeyPの社員。社長の庄野の元妻で香菜のライバル。

#### 第8話
秋山夏苗
演 - 西山繭子
香菜の高校時代の後輩。大きい方の「かな」で、愛称は「オーカナ」。

## スタッフ
- 作 - 吉澤智子
- 制作統括 - 三鬼一希（NHK）
- 音楽 - 横山克
- 主題歌 - 東京事変「闇なる白」[3]
- 演出 - 増田靜雄、土井祥平、新田真三
- 制作・著作 - NHK名古屋放送局

## 放送日程
| 各話  | 放送日  | サブタイトル               | ラテ欄 | 演出     |
| ----- | ------- | -------------------------- | ------ | -------- |
| 第1話 | 1月22日 | あのコになりたい人生だった |        | 増田靜雄 |
| 第2話 | 1月29日 | 気になる あのコは?         |        | 増田靜雄 |
| 第3話 | 2月05日 | ゼロからのスタートアップ!  |        | 土井祥平 |
| 第4話 | 2月12日 | デリバリーは突然に         |        | 土井祥平 |
| 第5話 | 2月19日 | ズルい女たち               |        | 増田靜雄 |
| 第6話 | 2月26日 | あさき夢みし               |        | 新田真三 |
| 第7話 | 3月05日 | 恋はイノベーション！       |        | 土井祥平 |
| 第8話 | 3月12日 | 信じて走れ！               |        |          |

- 第7話は、前枠の『ニュースウオッチ9』が菅義偉首相（当時）の記者会見の生中継や東京都・神奈川県・千葉県・埼玉県に対する新型コロナウイルス感染拡大による2度目の緊急事態宣言延長に関するニュースのため22:40まで延伸したのに伴い、40分繰り下げ（22:40 - 23:23.30）。